# 금동보살좌상
금동보살좌상(金銅菩薩坐像)은 서울특별시 종로구 서울역사박물관에 있는 삼국시대의 불상이다. 2002년 12월 26일 서울특별시의 유형문화재 제162호로 지정되었다.

## 개요
서울역사박물관에 소장된 이 불상은 높이가 58.8cm에 이르는 고려 말～ 조선 초 시기의 금동보살좌상(金銅菩薩坐像)이다. 전체적으로 단정하고 아담하며 균형잡힌 체구에 두 눈을 지그시 감아 깊은 명상에 잠긴 듯한 표정을 하고있는데 통통하게 살이 붙은 얼굴에는 입가에 약간 미소가 떠올라 있다. 이 불상의 경우 머리에서 늘어진 머리카락이 귀를 감아 내려와 어깨에서 한 번 매듭이 지어진 뒤 어깨 아래로 치렁치렁하게 늘어진 모습을 하고 있는데 이러한 머리카락 표현은 고려시대 불화를 비롯하여 고려 후기 금동불좌상에 흔히 나타나는 형식으로 조선시대 불상에 이르기까지 이어졌다. 착의(着衣)는 통견식(通肩式)으로 입고 그 위에 다시 넓은 숄과 같은 것을 걸친 특이한 모습이다. 통견(通肩)의 가사(袈裟)로 넓게 트여진 가슴에는 달개(영락:瓔珞) 장식이 화려한 목걸이를 걸치고 있다. 세 개의 영락(瓔珞)을 이어 연결하고 아래로 길게 술을 늘인 듯한 형태의 목걸이는 고려 말에서 조선 전기 보살상에 전형적으로 등장하는 형태지만 이 불상에서는 그 형태가 정돈되어 있지 못하고 조각도 뚜렷하지 못하다. 목에는 삼도(三道)가 뚜렷하게 표현되었고 넓게 트인 가슴 아래로는 평행으로 군의(裙衣)를 입었는데 그것을 묶은 리본형의 띠 매듭을 음각(陰刻)으로 표현하였다.
손은 작고 손가락 역시 가늘고 긴데 양 손목에는 팔목 안쪽에 연꽃 장식이 달린 팔찌를 차고 있다. 이 불상의 경우 오른손은 가슴 앞으로 들어 첫째와 셋째 손가락을 마주잡고 왼손은 배 부근에 대어 첫째와 셋째 손가락을 마주잡은 하품중생인(下品中生印)의 손 모양을 하고 있는데 이러한 수인(手印)은 아미타여래에게서 특징적으로 나타난다. 그런데 아미타불의 협시보살(脇侍菩薩)인 관음보살(觀音菩薩)과 대세지보살(大勢至菩薩)도 그러한 수인(手印)을 하는 경우가 있으므로 이 불상은 아미타삼존(阿彌陀三尊)으로 조성된 상 가운데 하나인 것으로 보여진다. 신체에 일부 손상이 있으나 보존상태는 대체로 양호한 편이다. 주조(鑄造)가 다소 거친 편으로 오른쪽 소매 옆부분에는 주조공이 남아 있다. 앞부분은 改金이 많이 벗겨졌으나 뒤쪽에는 改金이 많이 남아 있다. 현재는 보관(寶冠)을 쓰고 있지 않으나 이마 위에 별도의 보관을 올려놓은 턱이 있는 것으로 보아 원래는 보관을 쓰고 있었던 것으로 보인다. 그리고 보살상의 경우 일반적으로는 머리 한 가운데에 높은 보계(寶髻)가 표현되지만 이 상(像)에서는 그 흔적이 없는 것으로 보아 처음부터 보계(寶髻)를 표현하지 않은 것으로 보인다
이 불상은 고려시대 후기의 보살상 양식을 따르고 있으나 어깨 뒤로 걸쳐 넘긴 옷자락의 형식적인 옷 주름이나 무릎에 표현된 가로줄의 평행옷자락 표현, 불룩한 배의 표현 등 부분적으로 형식화가 나타나고 있는바 고려 후기 불상양식을 계승한 여말선초(麗末鮮初)의 보살상으로 추정된다. 주조가 거칠고 다소 손상이 있긴 하지만 여말선초(麗末鮮初)의 불상양식을 잘 보여 주고 있는 작품이다.

## 참고 문헌
- 금동보살좌상 - 국가유산청 국가유산포털